# BSG Stahl Brandenburg
BSG Stahl Brandenburg is een voetbalclub uit de Duitse stad Brandenburg an der Havel, deelstaat Brandenburg. De vereniging werd op 20 november 1950 opgericht onder de naam BSG Einheit Brandenburg. In 1955 volgde de eerste naamswijziging in BSG Stahl Brandenburg, vanaf 1990 was de officiële naam BSV Stahl Brandenburg. Drie jaar later werd "Stahl" uit de verenigingsnaam geschrapt en hield men het simpel op BSV Brandenburg. Na de insolvabiliteit in 1998 werd de naam wederom veranderd en sindsdien heet de juridische opvolger FC Stahl Brandenburg. Als grootste clubsuccessen kan men zeker de 5de plaats in de DDR-Oberliga in het seizoen 1986/1987 en de deelname aan de UEFA-Cup in het daaropvolgende jaar aanmerken. In het laatste seizoen van de DDR-Oberliga eindigde de club als 8e en mocht in een play-off competitie strijden om een plaats in de 2. Bundesliga, die door de hereniging tijdelijk was opgesplitst in 2 regionale divisies om aan meer clubs plaats te bieden.
Stahl Brandenburg en Lokomotiv Leipzig wisten zich als groepswinnaars te kwalificeren.
Na de Duitse Hereniging in 1990 kwam de club derhalve uit in de 2. Bundesliga Nord, maar degradeerde direct. Wat volgde waren twee jaren in de Oberliga, gevolgd door promotie naar de nieuw ingevoerde Regionalliga. Dat was van korte duur, want na één seizoen volgde wederom degradatie. Zelfs dit niveau kon de club niet vasthouden want na één seizoen volgde degradatie naar de Verbandsliga Brandenburg. Deze jaren op het 5de niveau kregen in 1999 een treurige bijsmaak, want door de promotie van stadsrivaal BSC Süd 05 was de club nu de tweede club van de stad geworden. Het plan was dat beide clubs in 2002 zouden fuseren, maar door grote protesten van de fans ging dat niet door. In het seizoen 2004/2005 haalde de club de titel Nummer 1 van de stad terug, door in de eindrangschikking van het seizoen boven het uit de Oberliga gedegradeerde BSC Süd 05 te eindigen. Sinds het seizoen 2005/2006 is de situatie weer omgedraaid. FC Stahl degradeerde uit de Verbandsliga en moet nu op het 6e niveau uitkomen.
In 2018 degradeerde de club naar de Landesliga. 

## Erelijst
- UEFA-Cup deelname

1986/87
- Hoogste niveau DDR-Oberliga

1984/85 - 1990/91
- 2. Bundesliga

1991/92
- Brandesburgischer Landespokal

1994

## Stahl in Europa
Uitslagen vanuit gezichtspunt BSG Stahl
| Seizoen | Competitie | Ronde | Land                   | Club         | Totaalscore | 1e W    | 2e W    | PUC |
| ------- | ---------- | ----- | ---------------------- | ------------ | ----------- | ------- | ------- | --- |
| 1986/87 | UEFA Cup   | 1R    | Vlag van Noord-Ierland | Coleraine FC | 2-1         | 1-1 (U) | 1-0 (T) | 4.0 |
|         |            | 2R    | Vlag van Zweden        | IFK Göteborg | 1-3         | 0-2 (U) | 1-1 (T) | 4.0 |

Totaal aantal punten voor UEFA coëfficiënten: 4.0
 Zie ook
- Deelnemers UEFA-toernooien Oost-Duitsland
- Ranglijst van alle clubs die in de diverse Europa Cups zijn uitgekomen

## Stadion
Stadion am Quenz, 15.500 plaatsen
SV Altlüdersdorf ·
Fortuna Babelsberg ·
TSG Einheit Bernau ·
BSC Süd 05 · 
1. FC Frankfurt ·
FSV Union Fürstenwalde ·
SV Grün-Weiß Lübben ·
SC Eintracht Miersdorf/Zeuthen ·
MSV 1919 Neuruppin ·
Oranienburger FC Eintracht 1901 ·
SV Blau-Weiß Petershagen-Eggersdorf ·
BSC Preußen 07 ·
TuS 1896 Sachsenhausen ·
SV Germania 90 Schöneiche ·
BSG Stahl Brandenburg ·
Werderaner FC Viktoria 1920 ·